# Imperiální velbloudí sbor

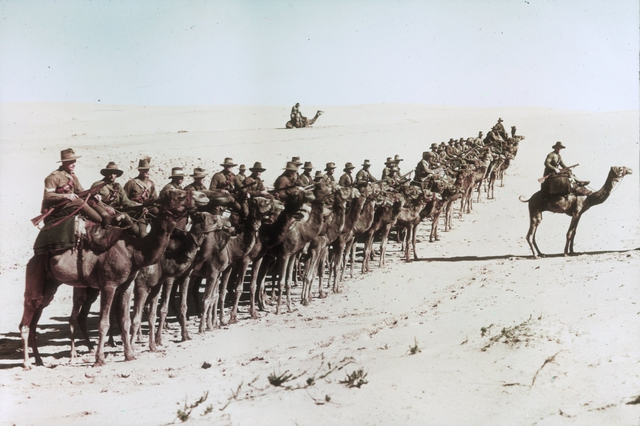
Australští vojáci Imperiálního velbloudího sboru

Imperiální velbloudí sbor (anglicky Imperial Camel Corps) byla jezdecká velbloudí brigáda Britské armády bojující v první světové válce na Blízkém východě. Byla zřízena v roce 1916 a dosáhla postupně síly čtyř praporů – po jednom z Velké Británie a Nového Zélandu a dva z Austrálie. Účastnila se bojů v Severní Africe, na Sinaji a v Palestině. Byla rozpuštěna po skončení první světové války v květnu 1919.